# Sunny von Bülow
Martha Sharp Crawford von Bülow, conocida como Sunny von Bülow (Manassas, Virginia, Estados Unidos, 1 de septiembre de 1932 - Nueva York, Estados Unidos, 6 de diciembre de 2008), fue una  heredera y socialité estadounidense que vivió veintiocho años en estado vegetativo, desde diciembre de 1980 hasta que falleció en diciembre de 2008 en una residencia médica. Su marido, Claus von Bülow (n. 1926 - m. 2019), fue condenado a treinta años de prisión por intentar asesinarla mediante una sobredosis de insulina, pero la condena fue anulada tras la apelación. En el segundo juicio fue declarado inocente, ya que los expertos opinaron que no había habido ninguna inyección de insulina y que sus síntomas podían atribuirse a un uso excesivo de medicamentos.
La historia fue contada en el libro Reversal of Fortune: Inside the von Bülow Case (1985), del escritor estadounidense Alan Dershowitz, y adaptada en la película Reversal of Fortune (El misterio von Bülow) (1990), del director francés Barbet Schroeder.

## Infancia y matrimonios
Sunny fue la única hija del magnate empresario George Crawford, antiguo presidente de la empresa Columbia Gas & Electric, y de su mujer Annie-Laurie Warmack. Ella nació en el vagón de ferrocarril personal de su padre, en el recorrido de Hot Springs (Virginia), hacia Nueva York. Por este acontecimiento fue conocida como «Choo-Choo» (sonido que imita al de los trenes en inglés) cuando era una niña antes de que la empezaran a llamar «Sunny» por su naturaleza alegre y risueña. Con la muerte de su padre, cuando ella tenía cuatro años, heredó alrededor de 100 millones de dólares estadounidenses. Su madre, la hija del fundador de la empresa International Shoe, se casó posteriormente con el escultor y escritor Russell Aitken. 
Martha «Sunny» Crawford se casó en 1957 con Su Alteza Serenísima Príncipe Alfred de Auersperg, hijo del príncipe Alois von Auersperg y de la condesa Henrietta Larisch von Möennich, quien era un instructor austriaco de tenis. Tuvieron dos hijos, Annie-Laurie («Ala», nacida en 1958) y Alexander Georg (nacido en 1959), quien uso el apellido Auerperg sin el von. Los Auersperg se divorciaron ocho años más tarde, en 1965. En esas fechas la fortuna de Sunny sobrepasaba los 75 millones de dólares. Alfred murió en 1992 después de un prolongado e irreversible coma de nueve años consecuencia de un accidente de coche en 1983 en Austria.
El 6 de junio de 1966, Sunny se casó con Claus von Bülow, un antiguo asesor petrolero de J. Paul Getty, y tuvieron una hija, Cosima von Bülow, en 1967. Hacia 1979, la tensión y el estrés dominaban su matrimonio, y ambos, Sunny y Claus, hablaron abiertamente de la posibilidad de divorciarse.
El 26 de diciembre de 1979, después de que la familia se reuniera para Navidad en su mansión de Newport, Rhode Island, Sunny fue encontrada inconsciente y fue rápidamente llevada al hospital, donde cayó en coma, pero logró reanimarse. Tras días de pruebas, los doctores determinaron que el coma sucedió como resultado de una hipoglucemia, pese a haber sido advertida en contra de permitirse un exceso de dulces o de permanecer mucho tiempo sin comer. Aunque todavía no sospechaban un crimen, Claus fue después acusado de haber causado este incidente al inyectar a Sunny insulina.
En abril de 1980, Sunny fue hospitalizada de nuevo, tras actuar de manera incoherente y desorientada; sus médicos confirmaron que Sunny padecía hipoglucemia reactiva. Había sido instruida para mantener el control de la hipoglucemia siguiendo para ello una dieta estricta que limitara la glucosa ingerida y el alcohol.

## Incidente de 1980 y acusación
En la tarde del 21 de diciembre de 1980, mientras celebraba la Navidad con su familia en su mansión Clarendon Court, en Newport, Rhode Island, Sunny de nuevo manifestó confusión y descoordinación. Su familia la acostó en la cama, pero por la mañana la descubrieron tirada en el suelo del cuarto de baño, inconsciente. La llevaron al hospital, donde se hizo evidente que esta vez el daño cerebral causado era suficiente para inducirle un estado vegetativo persistente. Aunque las manifestaciones clínicas se asemejaban a una sobredosis, algunas de las evidencias del laboratorio sugirieron hipoglucemia. El tribunal de apelaciones solicitó el informe de las notas cogidas por el abogado de menores de Auersperg, y este señaló que Claus no quería desconectar su soporte vital, como se había alegado. Debido al incremento de las tensiones maritales entre Claus y Sunny en el otoño de 1980, sus hijos sospecharon que el daño cerebral fue el resultado de un acto criminal por parte de Claus. Los dos hijos mayores de Sunny persuadieron a Richard H. Kuh, el antiguo fiscal del distrito, para investigar la posibilidad de que Claus hubiera intentado asesinar a su madre. Después de que se juntaran las evidencias, los abogados de Rhode Island presentaron el caso al gran jurado, quien devolvió la acusación, y en julio de 1981, Claus fue acusado de dos tentativas de asesinato.

## Primer juicio
El caso atrajo publicidad a escala nacional en los Estados Unidos. El juicio empezó en febrero de 1982, y las evidencias presentadas entonces fueron meramente circunstanciales: imputación por motivo financiero, importantes testimonios de varios sirvientes, incluyendo a Maria Schrallhammer, una destacada testigo en ambos juicios, chóferes, doctores y entrenadores personales, una bolsa negra con medicamentos y una jeringuilla usada, con trazas de insulina, que se recogió en la mansión de Claus von Bülow. Había gran evidencia del uso excesivo de sedantes, vitaminas y otras drogas por parte de Sunny, incluyendo el testimonio de problemas con el abuso del alcohol y otras sustancias. Pero el endocrinolólogo de Harvard George Cahill testificó que estaba convencido de que el daño cerebral estaba causado por la inyección de insulina, el jurado se convenció de ello, quizá también inducido por la presión mediática, y Claus fue condenado a 30 años de cárcel.

## Apelación
Bülow contrató al profesor de leyes de Harvard Alan Dershowitz para presentar su apelación. Y la campaña de Alan Dershowitz pro absolución del reo fue asistida además por estudiantes de la Harvard Law School y, más tarde, por la figura televisiva Jim Cramer; aunque Cramer había reconocido primero y escrito después para el público que Bülow era culpable del crimen. Dershowitz y sus otros abogados presentaron la prueba de que Sunny se sobremedicaba, e incluyó el testimonio de Truman Capote y de Joanne Carson, segunda esposa de Johnny Carson, así como de más de una decena de amigos de Sunny. Algunos de los testimonios de los peritos se excluyeron al calificarse de hipótesis o rumores. Otros peritos dudaron de la validez que había tenido el encontrar una jeringuilla con restos de insulina como prueba. Así que el tribunal de apelación anuló la condena por varios motivos, incluyendo la resolución del tribunal de apelación de que la justicia para el acusado debería anular el privilegio abogado-cliente y que, después de eso, las notas tomadas por Kuh, el abogado de menores de Auersperg, debían ser reveladas. Estas notas habían sido reclamadas para cuestionar la credibilidad de la sirvienta de Sunny, Ms. Schrallhammer, quien había sido un testigo clave en la acusación.
En el segundo juicio la defensa llamó a ocho expertos en medicina, todos profesores de universidad mundialmente conocidos, quienes testificaron que los dos comas que sufrió Sunny no habían estado causados por insulina, sino por una combinación ingerida de drogas y alcohol y por sus problemas de salud crónicos. Los expertos fueron John Caronna (presidente de neurología, Cornell); Leo Dal Cortivo (expresidente, U.S. Toxicology Association); Ralph DeFronzo (medicine, Yale); Kurt Dubowski (patología forense, University of Oklahoma); Daniel Foster (medicina, University of Texas); Daniel Furst, (medicina, University of Iowa); Harold Lebovitz (director de investigación clínica, State University of New York); Vincent Marks (bioquímico clínico, Surrey, vicepresidente del Royal College of Pathologists y presidente, Asociación de bioquímica clínica); y Arthur Rubinstein (medicina, Universidad de Chicago). 
Otros expertos testificaron que la aguja hipodérmica, contaminada con insulina por fuera (no por dentro) podría haber sido sumergida en insulina, pero no inyectada (si hubiera sido inyectada en la carne, la aguja habría quedado limpia). Las pruebas también demostraron que la admisión de Sunny en el hospital tres semanas antes del último coma demostraba que ella había ingerido por lo menos 73 pastillas de aspirina, una cantidad que solo podía haberse administrado ella misma, lo que indicaba su estado mental.[cita requerida]
El Dr. Cahill se retractó de su testimonio en el primer juicio y opinó que la insulina era la explicación más razonable para el coma de Sunny, pero que «neither he nor anyone else could ever be 100 percent certain of the cause of the comas» («ni él ni nadie podría nunca estar cien por cien seguro de la causa del coma»).

## Secuelas
La familia de Sunny estaba convencida de que Claus había tratado de matar a Sunny, y lamentaba que Cosima se pusiera a favor de su padre. Como resultado de esto, en 1981 la madre de Sunny, Annie Laurie Aitken, desheredó a Cosima, negando su parte de la herencia al morir Aitken el 4 de mayo en 1984. En julio de 1985, diez días después de que Claus fuera absuelto en su segundo juicio, Ala y Alexander presentaron una demanda de 56 millones de dólares contra Claus, en defensa de su madre. Pero el 24 de diciembre de 1987 esta demanda no fue admitida porque Claus acordó divorciarse de Sunny y abandonó toda posible reclamación de su herencia, que después se estimó en una cantidad entre los 25 y los 40 millones de dólares, dejando además el país. A cambio, Cosima fue reincorporada a la última voluntad de Aitken y recibió 30 millones de dólares del tercio de herencia que le correspondía.
Después de los juicios, Ala y Alexander fundaron el Centro Nacional de Defensa de Víctimas Sunny von Bülow (Sunny von Bulow National Victim Advocacy Center) en Fort Worth, Texas, ahora Centro Nacional para las Víctimas del Crimen (National Center for Victims of Crime), en Washington D. C., y la Fundación Sunny von Bulow para la investigación del coma y trauma craneal (Sunny von Bulow Coma and Head Trauma Research Foundation), en Nueva York.
Sunny continuó en coma hasta fallecer por parada cardiopulmonar el 6 de diciembre de 2008, en la residencia Mary Manning Walsh Nursing Home de Nueva York. Se ofreció un servicio en recuerdo suyo por parte de sus tres hijos el 14 de enero de 2009, en la iglesia presbiteriana de Brick (Nueva York), la misma donde los von Bülow se casaron.

## Libros
El abogado de Claus, Alan M Dershowitz, escribió un libro sobre el caso, Reversal of Fortune: Inside the von Bülow Case (Reversión de fortuna: dentro del caso von Büllow) (New York, Random House 1986 and London, Penguin Books, 1991).

## Adaptaciones en cine y televisión
La película de 1990 El misterio Von Bulow está basada en los libros de Dershowitz sobre el caso, con Glenn Close como Sunny y Jeremy Irons como Claus von Bülow, una obra en la que Irons fue galardonado como mejor actor en los premios de la Academia. Bill Kurtis narró un episodio de la serie American Justice titulada Von Bulow: A Wealth of Evidence (Von Bulow: riqueza de evidencias). 
La serie de televisión estadounidense Biography produjo y transmitió un episodio documental titulado Claus von Bülow: A Reasonable Doubt (Claus von BÜlow: Una duda razonable), con entrevistas de Claus Von Bülow y Alan Dershowitz.
Esta historia fue también mostrada en truTV en el programa Dominick Dunne's Power, Privilege, and Justice, en el episodio titulado The Von Bülow Affair.